# Заречье (посёлок городского типа, Одинцовский городской округ)
Заре́чье — посёлок городского типа в Одинцовском городском округе Московской области России.
Население — 11 361 человек (2024).

## География
Расположен в восточной части Одинцовского городского округа (до 2019 года — района), в 1 километре от МКАД.
Территориально примыкает на севере к Можайскому району Москвы (инновационный центр Сколково), на востоке — к району Москвы Очаково-Матвеевское, на юге — району Москвы Солнцево.

## История
Населённый пункт появился в связи с развитием совхоза «Заречье», основанного в конце 1930-х годов для обеспечения нужд Москвы и, в частности, правительственных служб, свежей сельскохозяйственной продукцией. В 1970-е годы производственные мощности совхоза пополнились масштабным тепличным комплексом. В 1980-е годы совхоз носил статус «миллионера» и был представлен на ВДНХ.
В 1980-е в Заречье под руководством Павла Михайловича Матиенко создана юношеская волейбольная команда «Заречье», которая впоследствии добивается больших успехов на первенствах СССР. В 1987 при поддержке С. А. Кушнарева клуб перебазируется в Одинцово и продолжает выступать под именем «Заречье-Одинцово» и становится дважды Чемпионом России в сезоне 2007/2008 и 2009/2010.
В 2000-х годах производство агропродукции сократилось и теплицы частично были снесены. На их месте планировалось строительство жилых массивов, отложенное из-за кризиса 2008 года.
С 2010-х годов в поселке реализуются крупнейшие строительные проекты Подмосковья, ожидается рост населения в 2-3 раза. В 2013 году посёлок признан самым дорогим городом Московской области по цене недвижимости.
Статус посёлка городского типа был присвоен в 2004 году.
В 2006—2019 годах как единственный населённый пункт образовывал муниципальное образование городское поселение Заречье (площадью 3,28 км²), упразднённое вместе со всеми другими поселениями Одинцовского муниципального района в связи с их объединением с городским округом Звенигорода в Одинцовский городской округ.
Органами власти в городском поселении были:
- Совет депутатов — выборный представительный орган местного самоуправления. В его состав входят 10 депутатов, избираемых на 5 лет[7].
- Глава городского поселения Заречье избирается гражданами на основании всеобщего равного и прямого избирательного права сроком на 5 лет[8].
- Администрация городского поселения — исполнительно-распорядительный орган местного самоуправления[9].

Глава городского поселения (глава администрации) — Чередниченко, Юрий Дмитриевич, председатель Совета депутатов — Филимонова, Валентина Андреевна.

## Население
| 2002    | 2006    | 2009  | 2010  | 2012  | 2013  | 2014    |
| ------- | ------- | ----- | ----- | ----- | ----- | ------- |
| 5110    | →5110   | ↘4838 | ↗6270 | ↘6233 | ↘6170 | ↘6144   |
| 2015    | 2016    | 2017  | 2018  | 2019  | 2020  | 2021    |
| ↘6087   | ↘5974   | ↘5928 | ↘5863 | ↘5748 | ↘5674 | ↗10 649 |
| 2023    | 2024    |       |       |       |       |         |
| ↗11 086 | ↗11 361 |       |       |       |       |         |

## Экономика
Основным предприятием посёлка был тепличный комбинат «Заречье», который специализировался на выращивании овощей и шампиньонов в закрытом грунте, производстве мицелия — посевного материала для грибов. Ныне не работает.
В 2010-е бурно растёт в поселении сектор инвестиционного строительства, рынок недвижимости Заречья один из самых дорогих в Подмосковье.

## Транспорт
Через посёлок проходят автобусные маршруты:
- № 205 — (Торговый центр — Совхоз «Заречье» — Киевский вокзал) (ФАТП)
- № 818 — (ст. м. «Филёвский парк» — Совхоз «Заречье» — Международный университет) (Одинцовское ПАТП).
- № 1056 — (Заречье — Одинцово (Улица Маршала Бирюзова)) (Одинцовское ПАТП).

## Здравоохранение
В посёлке располагается амбулатория.

## Культура и образование
В посёлке имеется дом культуры, общеобразовательная школа, музыкальная школа, детский сад.
Достопримечательностями поселка являются: стела с надписью «Совхоз Заречье», расположенная на въезде в поселение, и Башня с часами и гербом поселения, бывшая в прошлом водонапорной башней.
В сквере на Заречной улице расположен памятник погибшим землякам  (авторы — скульптор М. В. Шиповский, заслуженный художник России В. Б. Демьянчук), установленный в 1997 году.
Рядом с посёлком находится Московская школа управления «Сколково». Близ посёлка, у деревни Сколково планируется строительство Центра для исследований и разработок, российского аналога Кремниевой долины.
В декабре 2010 года было объявлено о строительстве в посёлке современной инновационной общеобразовательной школы. Ожидается, что проект стоимостью $100 млн будет реализован на средства российского предпринимателя Сулеймана Керимова (он, а также предприниматели Михаил Прохоров, Роман Абрамович, государственный деятель Игорь Шувалов являются жителями посёлка Заречье).

## Русская православная церковь
В посёлке строится (2020 год) кирпичный двухэтажный (подземный и надземный этажи) Храм Новомучеников и Исповедников Российских (на нижнем, подземном, этаже — храм в честь святителя Спиридона Тримифунтского). Рядом с Храмом Новомучеников и Исповедников Российских построена небольшая кирпичная церковь в честь святителя Тихона Задонского.

## Люди, связанные с посёлком
В Заречье вырос и впервые начал тренироваться хоккеист Александр Королюк.
В 1982 году на своей даче вблизи поселка Заречье умер генеральный секретарь ЦК КПСС Леонид Брежнев.